# Stefan Holm
Stefan Christian Holm (Forshaga, Värmland, 25 de maio de 1976) é uma antigo atleta sueco, especialista em salto em altura. Foi campeão olímpico em Atenas 2004, vice-campeão do mundo em Paris 2003 e campeão mundial indoor em 2001, 2003, 2004 e 2008. O seu recorde pessoal ao ar livre é 2.37 m (estabelecido em setembro de 2008) e 2.40 m em pista coberta (em março de 2005).

Recebeu a Medalha de Ouro do Svenska Dagbladet em 2004.

## Biografia
Holm nasceu na comuna de Forshaga, filho de Johnny e Elisabeth Holm. Tem uma irmã chamada Verônica que é três anos mais velha que ele. Durante a infância quis ser futebolista, mas desde a adolescência que o atletismo e, em particular, o salto em altura passou a ser a sua primeira prioridade.
No inverno de 1992 passou pela primeira vez a fasquia de 2.00m em competição e, no ano seguinte, faria a sua estreia internacional ao terminar em 11º lugar nos Campeonatos Europeus de Juniores, em San Sebastian. Dois anos depois acabava em sexto lugar na mesma competição mas, apesar de ser um júnior promissor, só daria nas vistas ao obter o quarto lugar nos Jogos Olímpicos de 2000 em Sydney.
Nos Campeonatos Mundiais em Pista Coberta, realizados em Lisboa em 2001, alcançava a primeira de quatro medalhas de ouro naquela competição. Em 2004 sagra-se campeão olímpico nos Jogos de Atenas ao transpor a marca de 2.36m.
No dia 6 de março de 2005, em Madrid, ultrapassa a marca de 2.40m em pista coberta, feito que só fica atrás das marcas obtidas pelo seu compatriota Patrik Sjöberg (2.41m), pelo alemão Carlo Thränhardt (2.42m) e pelo recordista mundial, o cubano Javier Sotomayor (2.43m).
Após os Jogos Olímpicos de Pequim, decidiu pôr um ponto final na sua carreira em setembro de 2008.